# Bourg-Saint-Bernard
 Bourg-Saint-Bernard  là một xã thuộc tỉnh Haute-Garonne trong vùng Occitanie ở tây nam nước Pháp. Xã nằm ở khu vực có độ cao trung bình 250 mét trên mực nước biển.

## Di tích

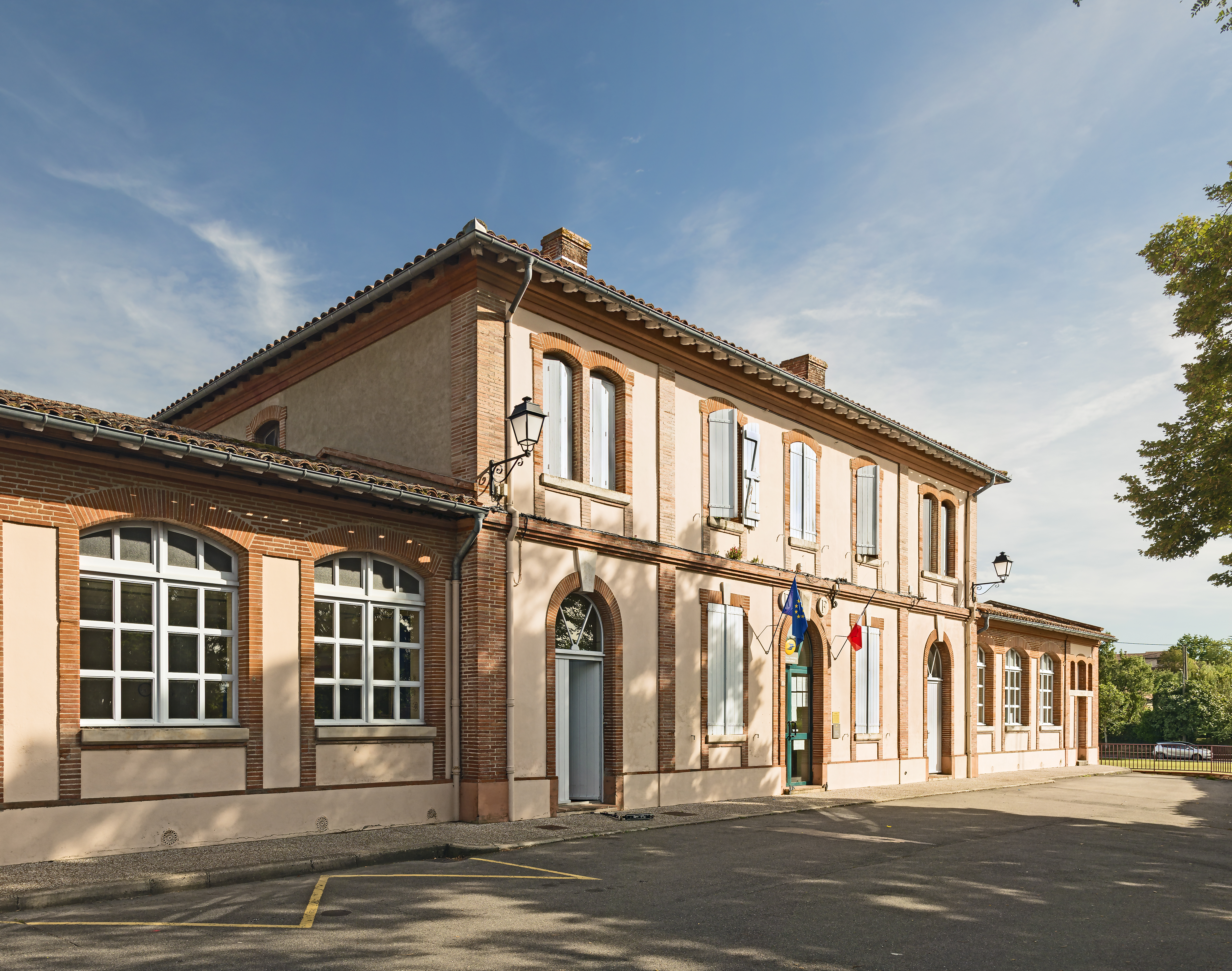
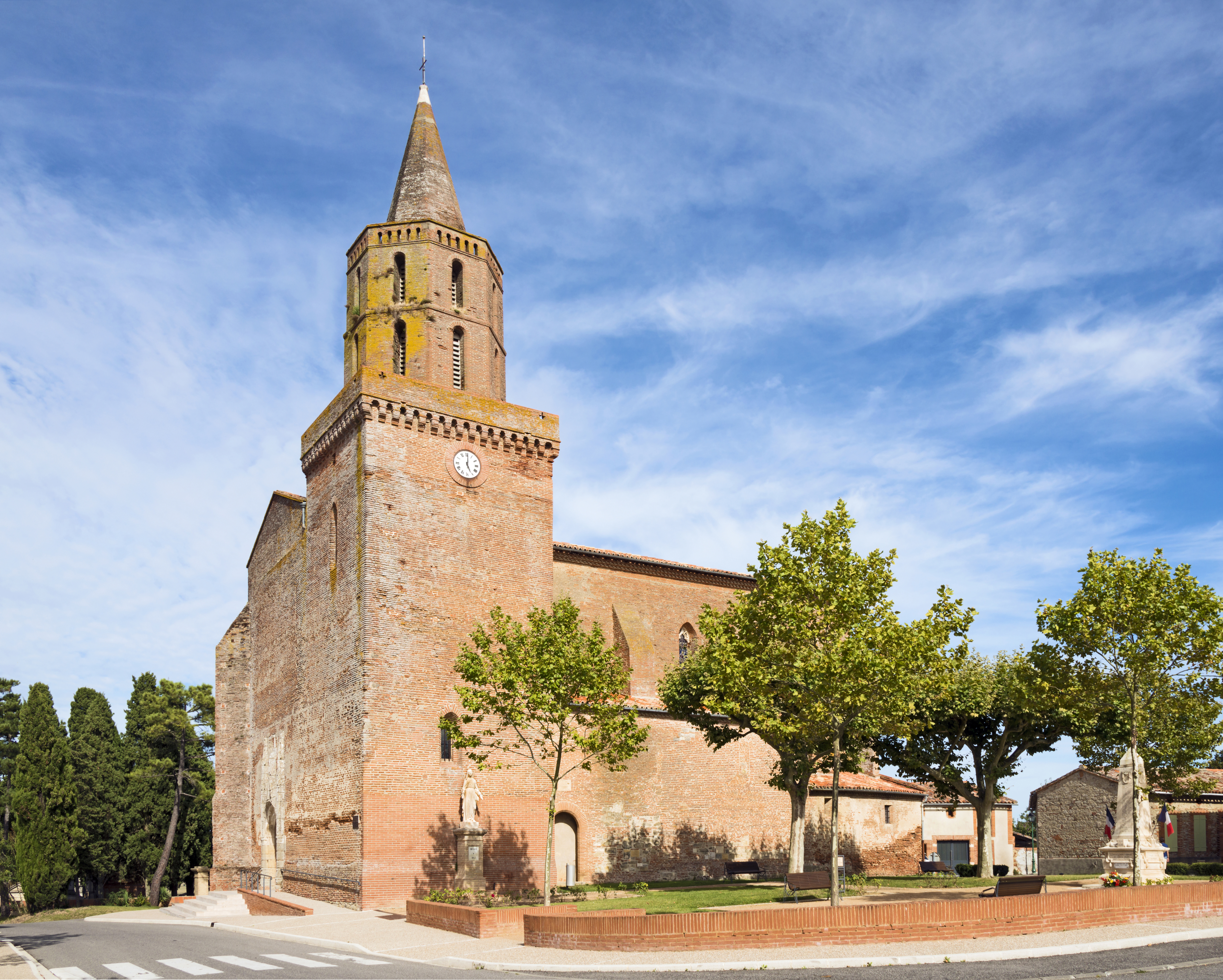
Giáo hội.
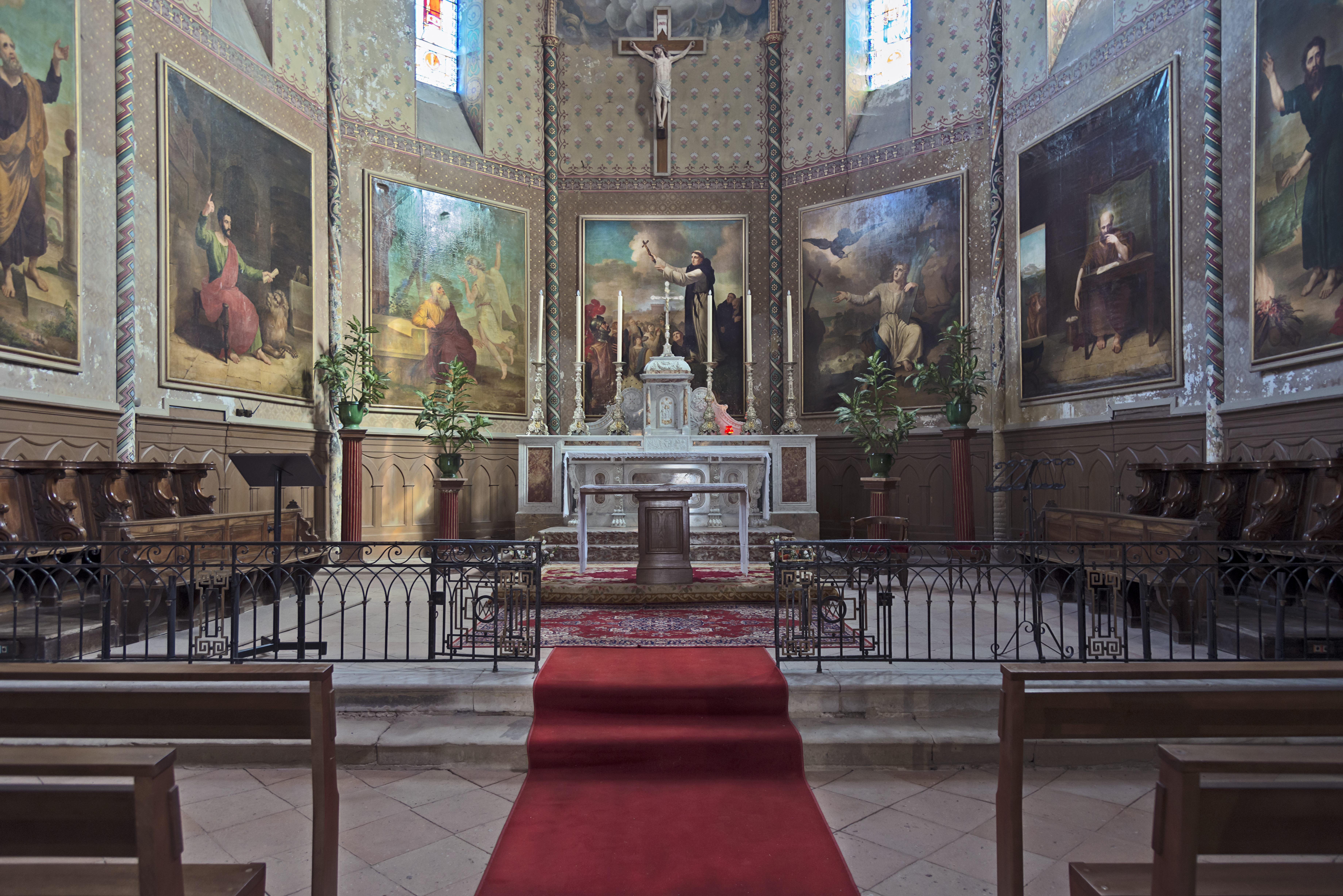
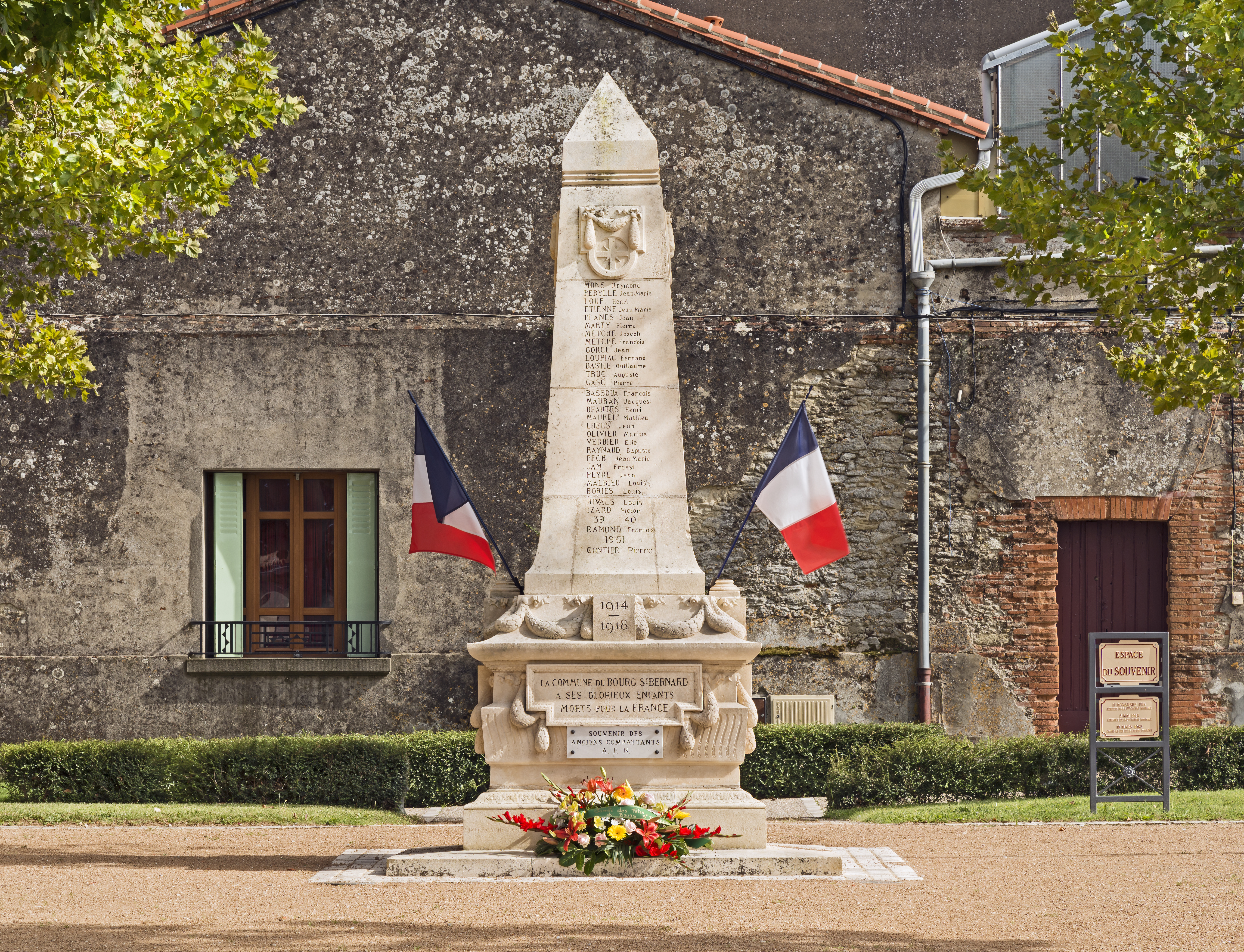
Tưởng niệm chiến tranh.